# Vastgoed Nederland
De Vereniging Vastgoed Nederland - Vereniging van Makelaars, Taxateurs & Vastgoedprofessionals is de op een na grootste Nederlandse vereniging van makelaars en taxateurs, na de NVM. De vereniging is ontstaan uit een fusie tussen VBO Makelaar en Vastgoedpro. Er zijn ruim 2.000 vastgoedprofessionals bij aangesloten. De leden van de vereniging behoren tot één of meerdere gilden:
- het Gilde van Agrarisch Makelaars
- het Gilde van Wonen Makelaars
- het Gilde van Bedrijfsmatig Makelaars
- het Gilde van Huurmakelaars
- het Gilde van Taxateurs
- het Gilde van Bouwkundig Keurders

De vastgoedprofessionals van Vastgoed Nederland zijn geregistreerd in het Europese CEPI-register, het register van het NRVT en/of aangesloten bij het keurmerk Vakkundig Gekeurd.
Vastgoed Nederland kent een zogenaamd ondernemerslidmaatschap. Dat betekent dat de onderneming lid is van de vereniging. Vastgoed Nederland is eigenaar van het Opleidingsinstituut Vastgoedprofessionals (OVGP), het Nederlands Instituut voor Vastgoedexamens (NIVEX), automatiseerder Kolibri, biedplatfomr Eerlijk Bieden en Agrimeter.

## Geschiedenis
Vastgoed Nederland is op 1 januari 2025 ontstaan vanuit een fusie tussen VBO en VastgoedPro. VBO werd op 28 augustus 1985 opgericht, naar aanleiding van het SER-rapport ‘Advies bemiddeling onroerend goed’. Daarin pleitte de Sociaal-Economische Raad ervoor om de bemiddeling van onroerend goed exclusief door beëdigde makelaars te laten plaatsvinden. Aan lidmaatschap van VBO werden na afschaffing van de beëdiging in 2001 verdergaande en specifiek geformuleerde eisen en gedragsregels verbonden, om de kwaliteit en integriteit van de aangesloten makelaars te beschermen. VastgoedPro is in december 2009 als organisatie ontstaan vanuit een fusie tussen de Landelijke Makelaars Vereniging, LMV,  die in 1987 werd opgericht als afsplitsing voortkomend uit ontevredenheid van sommige leden van de NVM en het Register van Vastgoed Taxateurs RVT. Hoewel VastgoedPro eind 2009 is opgericht, gaat de historie van de grondleggers van LMV en RVT meer dan twintig jaar terug.